# Elsa van Dien
Elsa van Dien (Paramaribo, 12 juli 1914 – Amsterdam, 15 oktober 2007) was een Nederlands sterrenkundige.

## Biografie
Van Dien werd geboren in Suriname als dochter van Gerrit van Dien en Rebecca da Silva. Haar vader was in Paramaribo gestationeerd als hoofdadministrateur van de Balata rubbermaatschappij. Het gezin verhuisde in 1923 naar Nederland. Vanaf 1932 studeerde Elsa wis- en natuurkunde aan de Universiteit van Amsterdam, waar de astronoom Anton Pannekoek haar hoogleraar was. Om gebruik te kunnen maken van diens sterrenwacht liet ze zich op 3 oktober 1935 inschrijven aan de Universiteit Leiden. In 1939 behaalde ze haar doctoraal.
In de periode 1939/1940 was Van Dien docent wis- en natuurkunde aan het Gemeentelijk Lyceum te Zaandam. Tijdens de Tweede Wereldoorlog was ze ondergedoken bij de weduwe van de predikant J.C.S. Locher te Leiden. Na de oorlog kon ze haar studie sterrenkunde hervatten en met financiële steun van de American Association of University Women promoveerde ze in 1947 aan de Harvard Department of Astronomy, nu Harvard–Smithsonian Center for Astrophysics. De titel van haar proefschrift was: "The Stark-effect on the higher Balmer lines in stars of spectral types A and B".
Na haar promotie werkte ze aanvankelijk bij het Dominian Astrophysical Observatory in Canada, maar in 1948 keerde ze terug naar Nederland. Nog datzelfde jaar kreeg ze een aanstelling voor de Bosscha-observatorium nabij Bandung in Nederlands-Indië. Daar ontmoette ze mede-astronoom Gale Bruno van Albada, met wie ze in 1950 trouwde. Ze kregen drie kinderen. Daarnaast zette ze haar astronomische onderzoek voort tot 1958, toen ze met haar gezin terugkeerde naar Nederland.
Tussen 1965 en 1972 was Van Dien eindredacteur van het tijdschrift "Wetenschap en Samenleving". Na het overlijden van haar man in 1972 ging ze opnieuw onderzoek doen in de sterrenkunde. Elsa van Dien overleed op 93-jarige leeftijd.
- Gemeinsame Normdatei: 1275156436
- Nederlandse Thesaurus van Auteursnamen: 411911651
- Virtual International Authority File: 1061150470110604330001
- WorldCat: E39PBJhd9fTbxdDgBHPvFmh8md